# Auróra (folyóirat, 1919–1923)
Auróra társadalmi hetilap Budapesten 1919 december és 1923 június közt.

## Irányvonal, munkatársak
Az irodalmi, művészeti, szociálpolitikai, vallási, nevelésügyi, nőügyi, egészségügyi, közgazdasági, ipari, kereskedelmi és politikai lap főszerkesztője Giesswein Sándor, a magyarországi keresztényszocialista mozgalom kiemelkedő képviselője volt, akinek személyisége meghatározta a lap irányvonalát is, mely sem a jobboldali radikálisokkal, sem a proletárdiktatúra híveivel nem vállalt közösséget. Giesswein mellett Szakmáry Gáspár volt a szerkesztő, demokratikus meggyőződésű írókat vettek maguk mellé, köztük Babits Mihályt, Benedek Marcellt, Csécsy Imrét, Germanus Gyulát, Rabinovszky Máriuszt, Tóth Árpádot, Vámbéry Rusztemet.
1923-ban Szabó Dezső vette át a főszerkesztést, s „A magyar demokrácia” alcímet adta a hetilapnak, de Szabó nacionalista nézetei miatt a korábbi publicisták elpártoltak a laptól, Szabó új címet adott a lapnak, „Élet és Irodalom”, s ezen cím alatt folytatta főszerkesztői tevékenységét. 1923-ban a lap végleg megszűnt. Szabó Dezső főszerkesztősége idején Rik Ödön volt a szerkesztő, a lapot ifj. Kellner Ernő nyomdája állította elő.